# San Valentino in Abruzzo Citeriore
San Valentino in Abruzzo Citeriore is een gemeente in de Italiaanse provincie Pescara (regio Abruzzen) en telt 1947 inwoners (31-12-2004). De oppervlakte bedraagt 16,4 km², de bevolkingsdichtheid is 122 inwoners per km².

## Demografie
San Valentino in Abruzzo Citeriore telt ongeveer 735 huishoudens. Het aantal inwoners steeg in de periode 1991-2001 met 2,5% volgens cijfers uit de tienjaarlijkse volkstellingen van ISTAT.
De plaats is de bakermat van de familie van de Belgische politicus en voormalige premier Elio Di Rupo.
De ouders van Elio Di Rupo verhuisden, met hun gezin, net na de Tweede Wereldoorlog naar België.
| Jaar | Inwoneraantal |
| ---- | ------------- |
| 1991 | 1911          |
| 2001 | 1959          |

## Geografie
San Valentino in Abruzzo Citeriore grenst aan de volgende gemeenten: Abbateggio, Bolognano, Caramanico Terme, Scafa.
Abbateggio · Alanno · Bolognano · Brittoli · Bussi sul Tirino · Cappelle sul Tavo · Caramanico Terme · Carpineto della Nora · Castiglione a Casauria · Catignano · Cepagatti · Città Sant'Angelo · Civitaquana · Civitella Casanova · Collecorvino · Corvara · Cugnoli · Elice · Farindola · Lettomanoppello · Loreto Aprutino · Manoppello · Montebello di Bertona · Montesilvano · Moscufo · Nocciano · Penne · Pescara · Pescosansonesco · Pianella · Picciano · Pietranico · Popoli · Roccamorice · Rosciano · Salle · San Valentino in Abruzzo Citeriore · Sant'Eufemia a Maiella · Scafa · Serramonacesca · Spoltore · Tocco da Casauria · Torre de' Passeri · Turrivalignani · Vicoli · Villa Celiera
1. ↑  https://demo.istat.it/?l=it.